# Raffaele Festa Campanile
Raffaele Festa Campanile (* 26. August 1961 in Rom) ist ein italienischer Fernsehregisseur.
Der Sohn des Filmregisseurs und Schriftstellers Pasquale Festa Campanile arbeitete als Regieassistent und drehte 1996 seinen Debütfilm für das Fernsehen, Le mele acerbe. Als Drehbuchautor hatte er u. a. 1989 für Luigi Comencini gewirkt. In den 1990er Jahren für einige Fernsehsender tätig, wandte sich Festa Campanile im neuen Jahrtausend der Musikproduktion zu und arbeitet als Journalist.

## Filmografie (Auswahl)
- 1989: Gino & Elvira – Alte Liebe rostet nicht (Buon Natale… buon anno) (Drehbuch)
- 1996: Le mele acerbe (Regie) (Fernsehfilm)